# Ђ
Ђ (minuskule ђ) je písmeno cyrilice. Vyskytuje se pouze v srbské a černohorské azbuce. V makedonské azbuce je na jeho pozici písmeno Ѓ jehož výslovnost je ovšem již jiná, tvrdší.
Do latinky je písmeno Ђ přepisováno jako Đ (đ), není-li znak dostupný, potom jako Dj, dj.